# Neopreno
Neoprene, ou Neopreno, marca registrada da DuPont, é o nome genérico do polímero cloropreno (2-cloro-1,3-butadieno).

## Histórico
Foi inventado no dia 17 de abril de 1930, após o Dr. Elmer K. Bolton, da DuPont, participar de uma palestra de um professor de Química da Universidade de Notre Dame, sobre seu trabalho, que tratava de acetileno. Após tal palestra, a DuPont comprou os direitos de patente e desenvolveu mais pesquisas, até obter o que hoje tem-se como Neopreno.
Sua produção é feita através de uma polimerização em emulsão, sendo esse um processo amplamente utilizado na indústria química cujo intuito é sintetizar grandes quantidades de látex, com aplicações voltadas para polímeros de superfícies (como tintas) e polímeros em massa (como poliestireno butadieno).
O Neopreno foi vendido pela primeira vez em 1932, sob o nome DuPrene, uma analogia ao nome da empresa DuPont. Mais tarde, seu nome foi substituído por Neoprene, remetendo à ideia de "novo".

## Síntese

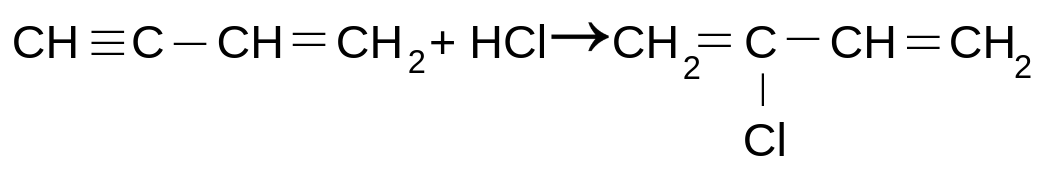
Preparação do cloropreno.

A preparação do cloropreno é obtida pela adição de ácido clorídrico ao vinil acetileno. Tal combinação foi interessante para os cientistas da época, pois é facilmente preparada em quantidade em estado de pureza; difere estruturalmente do isopreno apenas por ter um átomo de cloro ao invés de um grupo metil; assim como o isopreno reage consigo mesmo para produzir uma borracha sintética; e a transformação ocorre em uma velocidade maior do que no caso do isopreno. Dessa forma, a partir do cloropreno, obtém-se o policloropreno.

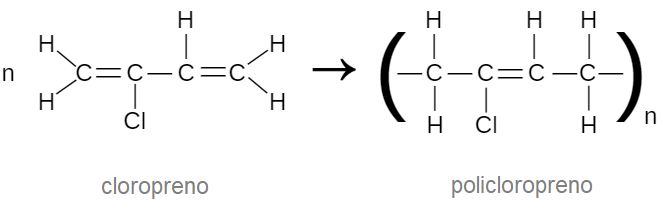
Obtenção do policloropreno.

## Propriedades e aplicações
O Neopreno não é conhecido por ter um excelente desempenho em um determinado aspecto. Pelo contrário, ele apresenta um balanço de propriedades único dentre os elastômeros sintéticos. Dessa maneira, o Neopreno apresenta boas resistências mecânica, ao envelhecimento e a químicos; alta resistência a ozônio e intempéries climáticos, moderada resistência a óleos e combustíveis e adesão a muitos substratos.
Com isso, seu uso é variado e classifica-se em três tipos, sendo eles voltados para o uso geral, adesivo e látex. A indústria da borracha é destino de 61% da produção, enquanto a matéria prima para adesivo é de 33% e as diferentes aplicações na forma de látex, 6%. De forma geral, alguns exemplos de uso do Neopreno são correias transportadoras, correias de transmissão e revestimento de cabos

## Destino final e impacto ambiental
Uma dificuldade que se tem quanto ao Neopreno é o seu descarte ou reinserção do mesmo de volta ao ciclo produtivo, principalmente por se tratar de um polímero não-biodegradável e termorrígido. Alguns materiais poliméricos permitem tais procedimentos através de, por exemplo, aquecimento – o que propicia um comportamento viável para uma nova extrusão. Porém, no caso do Neopreno, tal comportamento não se verifica e, geralmente, o que ocorre é a queima de resíduos, descarte em aterros sanitários ou utilização como carga inerte. Com isso, além de todo o impacto ambiental envolvido no processo de fabricação de tais produtos, ainda há aqueles relacionados ao seu descarte. Dessa forma, a reciclagem e a recuperação se apresentam como as melhores opções para tal situação – tanto que, em todo o mundo, têm sido desenvolvidos diversos processos para reutilização e recuperação destes materiais. Um exemplo seria a desvulcanização destes produtos, que pode ser realizada por meio de processos biológicos, químicos e físicos.
Os processos citados são de grande importância, pois evitam a degradação do solo e reduzem os impactos negativos sobre a natureza, justamente por impedirem que substâncias tóxicas entrem em contato com a terra ou com a água, o que ocasionaria problemas ambientais a longo prazo. Dependendo do método utilizado para reciclagem e reaproveitamento do material, podem ser confeccionados produtos como artigos de decoração, componentes, ferramentas e materiais de construção (principalmente concreto e cimento para a pavimentação de rodovias e ruas, por diminuírem a abrasão do pneu dos carros com o pavimento), ou até mesmo para conter vazamentos de óleos em águas marítimas.